# Ватикано-японские отношения
Ватикано-японские отношения неофициально были начаты в 1919 году, когда японское правительство удовлетворило просьбу Святого Престола направить в их страну апостольского делегата. Только в 1942 году Япония установила полноценные дипломатические отношения между двумя государствами, Япония стала первой азиатской страной, сделавшей это, и только в 1958 году японская миссия при Ватикане, расположенная в Риме, была преобразована в посольство. Решение было принято императором Хирохито во время Второй мировой войны, в надежде, что Ватикан может служить посредником в переговорах между Японией и антигитлеровской коалицией.
Однако предыстория отношений восходит к более раннему времени, когда Франциск Ксаверий прибыл на остров Кюсю в 1549 году в качестве миссионера. Делегация из четырёх молодых японских посланников отправилась с ним обратно в Европу и нанесла визит нескольким европейским лидерам, включая Папу Григория XIII. Они были торжественно встречены и привлекли внимание Ватикана к Японии. Распространение христианства в Японии продолжалось в течение нескольких десятилетий, пока оно не было запрещено в начале XVII века, запрет сохранялся до тех пор, пока не был отменён императором Мэйдзи в 1873 году в рамках его реформ. Тем не менее, количество католиков в Японии всегда оставалось небольшим, составляя менее 0,5% населения.
Сегодня Святой Престол и Япония поддерживают тесное культурное сотрудничество. У Ватикана есть апостольская нунциатура (дипломатическая миссия) в Токио, а Япония имеет посольство, аккредитованное при Ватикане в Риме.

## История

### Первые контакты (1549–1873)

Японское изображение Франциска Ксаверия, XVII в.

Среди первых христианских миссионеров в Японии был Франциск Ксаверий, который прибыл туда в августе 1549 года и обратил около семисот японцев на острове Кюсю в католицизм, включая человека, известного как Бернардо Японский, который стал первым японцем, посетившим Европу. Миссия Франциска увенчалась успехом, и к 1580 году в Японии было около 100 000 христиан, в том числе даймё (феодалы) Отомо Сёрин и Арима Харунобу. Иезуит-миссионер Алессандро Валиньяно позже посетил страну в 1579–1582 годах и убедил даймё Сёрина отправить японских дипломатов в Европу, в том числе к Папе, от имени обращённых даймё. Он согласился и выбрал четырёх японских христианских мальчиков-подростков, которые 20 февраля 1582 года покинули гавань Нагасаки на борту португальского торгового судна. Наконец они прибыли в Португалию 11 августа 1584 года, а затем отправились в путешествие по континенту, встречаясь с дворянами и духовенством, и с королём Испании Филиппом II. Молодых японских посланников встречали празднованием во всех европейских городах, и в конечном итоге они встретили Папу Григория XIII по прибытии в Рим. Однако Григорий умер в апреле 1585 года, вскоре после их прибытия, и они присутствовали на коронации Папы Сикста V, который также хорошо с ними обращался. Эта делегация, получившая название посольства Тэнсё, была первой дипломатической миссией Японии в Европе.
Они покинули порт Лиссабона, откуда впервые прибыли в Европу, в апреле 1586 года, после восьми лет заграничного путешествия. Их путешествие по Европе оказало значительное влияние, привлекая внимание европейцев к этой восточноазиатской стране, особенно внимание Ватикана. Точно так же четырёх японских христиан по возвращении в Японию приветствовали многие, заинтересованные в изучении Европы, и они встретились с даймё и императорским регентом Тоётоми Хидэёси в марте 1591 года. Первоначально они не могли вернуться из-за сложностей, связанных со статусом христианских миссионеров в Японии, поэтому некоторое время оставались в Макао.
В 1614 году всем христианским миссионерам было приказано покинуть Японию. Это привело к началу запрета на христианство в Японии на протяжении более двух веков, в течение которого были казнены десятки тысяч японских христиан.

### Возвращение христианства в Японию (1873–1919)
Только в 1873 году, в эпоху вестернизации Японии, император Мэйдзи снял запрет на христианство, предоставив ему религиозную свободу и разрешив миссионерам въезд в страну. Ватикан признал подпольную деятельность в течение последних двух столетий и канонизировал нескольких казнённых католиков как мучеников, хотя большая часть миссионерской работы после отмены запрета была проделана протестантами. Тем не менее, в 1906 году Папа Пий X уполномочил Общество Иисуса организовать католический университет в Японии, и три иезуита сделали это в 1908 году, получив официальное одобрение японского министерства образования в 1913 году, в результате чего Университет Софии стал первым в стране католическим университетом. В Японии продолжалась дискриминация христиан, многие люди считали христианство «иностранной религией», и к 1907 году в Японии было всего 140 000 христиан (из них только 60 000 были католиками).
В то время Святой Престол также начал обращаться к японскому правительству. Он направил американского епископа Уильяма Генри О’Коннелла в Токио в 1905 году в качестве специального посланника, чтобы поблагодарить императора Мэйдзи за защиту католиков от преследований во время русско-японской войны. Япония ответила, отправив своего посланника в 1907 году. Во время Первой мировой войны Ватикан направил на Филиппины своего апостольского представителя Джозефа Петрелли, чтобы передать личное приветствие понтифика императору Японии.

### Начало дипломатических отношений (1919–1958)

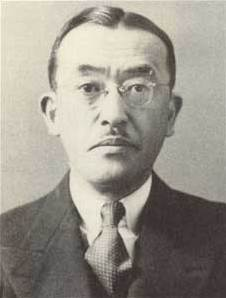
Кен Харада, первый специальный министр Японии при Святом Престоле.

В 1919 году Пьетро Фумасони Бьонди был отправлен в качестве апостольского делегата от Римско-католической церкви в Японию, что положило начало новой эре в отношениях между этой страной и Святым Престолом.
Только в 1942 году между двумя государствами были установлены полные дипломатические отношения, в результате чего Япония стала первой азиатской страной, имеющей посольство в Ватикане. Император Хирохито установил отношения, потому что Ватикан имел значительный моральный авторитет в западных странах, собирал информацию со всего мира и считал, что он может служить посредником между Японией и союзными державами. К тому моменту Второй мировой войны на территории Японии проживало около 20 миллионов христиан (самая большая группа, 13 миллионов, находилась на оккупированных Филиппинах). Это вызвало критику Святого Престола со стороны Соединённых Штатов и Великобритании, которые заявили, что этот шаг предполагает одобрение Ватиканом действий Японии. Несмотря на эти протесты, Ватикан продолжил и установил полноценные отношения с Японией, приняв дипломата Кена Хараду, который ранее работал в посольстве Японии в вишистской Франции, в качестве первого посла страны при Святом Престоле. Между тем, апостольский делегат Ватикана в Японии Паоло Марелла получил от правительства Японии полный дипломатический статус (хотя оставался только делегатом, чтобы не раздражать буддистов). Однако Ватикан не поддался давлению со стороны Японии и Италии с целью признания правительства Ван Цзинвэя, марионеточного государства Японии в оккупированном Китае. Это было удовлетворено неформальным соглашением с Японией о том, что апостольский делегат понтифика в Пекине посетит католических миссионеров на территории режима Ван Цзинвэя. В 1944 году сообщалось, что Харада дал Папе Пию XII указания на то, что Япония готова начать мирные переговоры, хотя позже токийское радио опровергло эти утверждения.
В 1958 году японское правительство преобразовало миссию в посольство, также по приказу императора Хирохито, и Папа Пий XII назначил Максимильена де Фюрстенберга, представителя Ватикана в Токио, первым апостольским нунцием в Японии.

### Текущие отношения (1958 – настоящее время)
В наше время Япония и Святой Престол поддерживают тёплые отношения и культурное сотрудничество. Несмотря на небольшое количество христиан в Японии, многие японцы сочувствуют вере, и, по словам посла Хидэкадзу Ямагути, японское правительство признаёт «вклад, который католическая церковь внесла в образование и здравоохранение японцев через свои школы и больницы», а также гуманитарную помощь, которую Святой Престол предоставил сразу после землетрясения и цунами в Тохоку в 2011 году. Он добавил, что Япония и Ватикан разделяют взгляды по многим вопросам.

## Визиты на высоком уровне
С момента установления отношений в 1942 году официальные лица обеих стран совершили несколько официальных визитов. В 1993 году император Акихито посетил Ватикан, премьер-министр Синдзо Абэ сделал это в 2014 году, а принц Акисино в 2016 году. В ноябре 2019 года Папа Франциск совершил апостольский визит в Японию.